# Lolita (Cristiano Malgioglio)
Lolita è una raccolta di Cristiano Malgioglio.

## Tracce
1. Lolita
2. Le grandi solitudini
3. Con l'amore addosso (Wonderful life)
4. Mi esta delinquente
5. Zucchero miele veleno
6. Che fine ha fatto Cenerentola
7. How wonderful to know
8. Anima gitana
9. Cielo diverso
10. Delitto e castigo
11. Triangulo
12. Il ritmo della notte (The beat of the night)
13. Anema e core
14. Me faltas tu